# Connarus cuneifolius
Connarus cuneifolius é uma espécie de planta com flor pertencente à família Connaraceae.
A autoridade científica da espécie é Baker, tendo sido publicada em Flora Brasiliensis 14(2): 194. 1871.

## Brasil
Esta espécie é nativa e endémica do Brasil, podendo ser encontrada na Região Sudeste. Em termos fitogeográficos pode ser encontrada no domínio da Mata Atlântica.